# Phyllanthus mutisianus
Phyllanthus mutisianus är en emblikaväxtart som beskrevs av Grady Linder Webster. Phyllanthus mutisianus ingår i släktet Phyllanthus och familjen emblikaväxter.
Artens utbredningsområde är Colombia. Inga underarter finns listade i Catalogue of Life.